# Nueva España (1734)
El Nueva España fue un navío español de 60 cañones. Fue el único navío construido en el Real Astillero de Coatzacoalcos. De acuerdo con el sistema de clasificación de la Marina Real británica, el buque quedaba categorizado como navío de línea de cuarta clase. Su coste de producción alcanzó la cifra de 4 969 870 reales.

## Historial
En su primera travesía, zarpó de Veracruz hacia Cádiz en la escuadra de Benito Antonio Spínola, I marqués de Spínola como nave insignia.
Al año siguiente, junto con los navíos Asia, Europa, San Isidro, Hércules, Andalucía y África, y la fragata Fama, formó parte de la escuadra de José Alfonso Pizarro.
Al estallar la guerra del Asiento (1739-1748) entre el Reino de Gran Bretaña y el Imperio español, zarpó desde Cádiz hacia El Ferrol con la escuadra del jefe de la Escuadra de Nueva España, Manuel López-Pintado y Almonacid, futuro marqués de Torre Blanca de Aljarafe. En El Ferrol se incorporó a la escuadra de Rodrigo de Torres, que zarpó rumbo al Caribe para realizar actividades de corso.
En 1747, al mando del capitán de navío Gutierre de Hevia se fue a Puerto Rico. Más tarde, al mando del capitán Francisco Varela e integrado en la escuadra de Andrés Reggio participó en batalla de La Habana (1748) contra una flotilla británica dirigida por Charles Knowles. El barco partió de La Habana el 13 de mayo de 1749 rumbo a Ferrol en la flota de Andrés Reggio, cuyos otros barcos eran el Vencedor, el León, Invencible y el Tigre. La flota escoltó un convoy de nueve cargueros con un cargamento de 22,5 millones de pesos en plata y víveres, arribando el 13 de julio de 1749 a Ferrol.
En 1750 se incorporó a la escuadra de Pedro Mesía de la Cerda en el Atlántico y el Mediterráneo hasta su baja en 1752.